# Basketbol Süper Ligi 2024-25
La Basketbol Süper Ligi 2024-25 fue la edición número 59 de la Basketbol Süper Ligi, la máxima competición de baloncesto de Turquía. La temporada regular comenzó el 4 de octubre de 2024 y los playoffs acabaron en junio de 2025. El campeón fue el Fenerbahçe Beko, que lograba así su duodécimo título.

## Equipos temporada 2024-25
El 14 de abril de 2024, el Semt77 Yalovaspor ascendió a la BSL como campeón de la Türkiye Basketbol 1. Ligi. Regresan a la máxima categoría después de dos años de pausa. El Mersin MSK ascendió a la BSL como ganador de los play-offs de la TBL.
Çağdaş Bodrumspor y Reeder Samsunspor descendieron después de terminar en los dos últimos lugares de la Basketbol Süper Ligi 2023-24.
| Equipo                         | Ciudad   | Pabellón                           | Capacidad |
| ------------------------------ | -------- | ---------------------------------- | --------- |
| Anadolu Efes                   | Estambul | Sinan Erdem Dome                   | 16,000    |
| Bahçeşehir Koleji              | Estambul | Caferağa Sports Hall               | 1,500     |
| Beşiktaş Sompo Japan           | Estambul | BJK Akatlar Arena                  | 3,200     |
| Darüşşafaka                    | Estambul | Volkswagen Arena Istanbul          | 5,000     |
| Arel Üniversitesi Büyükçekmece | Estambul | Gazanfer Bilge Spor Salonu         | 3,000     |
| Fenerbahçe                     | Estambul | Ülker Sports Arena                 | 13,800    |
| Yukatel Merkezefendi Basket    | Denizli  | Pamukkale University Arena         | 3,490     |
| Frutti Extra Bursaspor         | Bursa    | Tofaş Nilüfer Sports Hall          | 7,500     |
| Galatasaray Odeabank           | Estambul | Sinan Erdem Dome                   | 16,000    |
| Manisa BB                      | Manisa   | Muradiye Spor Salonu               | 3,500     |
| Mersin MSK                     | Mersin   | Servet Tazegül Spor Salonu         | 7,500     |
| Petkim Spor                    | İzmir    | Aliağa Belediyesi ENKA Spor Salonu | 3,000     |
| Pınar Karşıyaka                | İzmir    | Karşıyaka Arena                    | 5,000     |
| Tofaş                          | Bursa    | Tofaş Nilüfer Sports Hall          | 7,500     |
| Türk Telekom                   | Ankara   | Ankara Arena                       | 10,400    |
| Yalovaspor Basketbol           | Yalova   | Yalova 90. Yıl Spor Salonu         | 2,000     |

## Temporada regular

### Clasificación
|                                                        | Equipo                         | Puntos | J  | G  | P  | PF   | PC   | DP   |
| ------------------------------------------------------ | ------------------------------ | ------ | -- | -- | -- | ---- | ---- | ---- |
| 1                                                      | Fenerbahçe                     | 55     | 29 | 26 | 3  | 2556 | 2323 | 233  |
| 2                                                      | Beşiktaş Emlakjet              | 51     | 28 | 23 | 5  | 2535 | 2270 | 265  |
| 3                                                      | Bahçeşehir Koleji.             | 46     | 29 | 17 | 12 | 2389 | 2307 | 82   |
| 4                                                      | Anadolu Efes                   | 45     | 26 | 19 | 7  | 2354 | 2087 | 267  |
| 5                                                      | Tofaş                          | 45     | 28 | 17 | 11 | 2461 | 2407 | 54   |
| 6                                                      | Mersin MSK                     | 44     | 29 | 15 | 14 | 2379 | 2462 | -83  |
| 7                                                      | Galatasaray Doğa Sigorta       | 42     | 28 | 14 | 14 | 2452 | 2413 | 39   |
| 8                                                      | Arel Üniversitesi Büyükçekmece | 42     | 29 | 13 | 16 | 2487 | 2490 | -3   |
| 9                                                      | Frutti Extra Bursaspor         | 41     | 29 | 12 | 17 | 2473 | 2603 | -130 |
| 10                                                     | Türk Telekom                   | 40     | 28 | 12 | 16 | 2318 | 2348 | -30  |
| 11                                                     | Yukatel Merkezefendi Basket    | 39     | 28 | 11 | 17 | 2301 | 2416 | -115 |
| 12                                                     | Petkim Spor                    | 39     | 28 | 11 | 17 | 2300 | 2353 | -53  |
| 13                                                     | Manisa BB                      | 39     | 29 | 10 | 19 | 2525 | 2578 | -53  |
| 14                                                     | Darüşşafaka                    | 38     | 29 | 9  | 20 | 2384 | 2544 | -160 |
| 15                                                     | Pınar Karşıyaka                | 37     | 27 | 10 | 17 | 2280 | 2360 | -80  |
| 16                                                     | Yalovaspor                     | 35     | 28 | 7  | 21 | 2246 | 2479 | -233 |
| Fuente: Basketbol Süper Ligi; actualización automática |                                |        |    |    |    |      |      |      |

### Resultados
| Local \ Visitante           | AEF    | BAH    | BJK    | BUR   | DSK    | FEN    | GAL    | KSK    | MBB     | MSK     | BÇB     | PET     | TOF     | TTA   | YAL    | MEB     |
| --------------------------- | ------ | ------ | ------ | ----- | ------ | ------ | ------ | ------ | ------- | ------- | ------- | ------- | ------- | ----- | ------ | ------- |
| Anadolu Efes                | —      | 93–80  | 90–87  | 83–68 | 95–72  | 81–82  | 99–87  | 99–96  | 85–73   | 102–83  | 76–65   | 101–103 | 97–72   | 86–81 | 100–59 | 97–100  |
| Bahçeşehir Koleji           | 82–85  | —      | 85–90  | 92–67 | 84–73  | 70–82  | 80–86  | 82–68  | 59–60   | 86–71   | 76–70   | 77–75   | 85–78   | 79–74 | 83–82  | 112–76  |
| Beşiktaş Fibabanka          | 87–70  | 82–78  | —      | 86–95 | 88–77  | 72–62  | 92–77  | 89–82  | 82–80   | 72–66   | 95–84   | 88–80   | 95–70   | 96–88 | 103–82 | 102–77  |
| Bursaspor İnfo Yatırım      | 78–99  | 92–80  | 91–121 | —     | 98–82  | 97–98  | 82–105 | 70–76  | 80–96   | 85–97   | 68–89   | 85–111  | 98–93   | 94–90 | 104–93 | 98–90   |
| Darüşşafaka Lassa           | 67–83  | 84–88  | 76–91  | 85–81 | —      | 87–97  | 94–87  | 84–75  | 94–86   | 89–81   | 82–85   | 83–64   | 78–87   | 89–71 | 77–84  | 88–68   |
| Fenerbahçe Beko             | 86–72  | 95–80  | 90–79  | 95–78 | 91–75  | —      | 94–70  | 78–67  | 77–73   | 101–93  | 97–85   | 66–75   | 90–88   | 94–85 | 100–94 | 91–72   |
| Galatasaray Basketbol       | 53–87  | 87–84  | 91–88  | 95–89 | 100–82 | 81–95  | —      | 101–80 | 115–105 | 101–82  | 110–112 | 81–86   | 76–80   | 73–78 | 79–69  | 84–78   |
| Karşıyaka Basket            | 77–95  | 65–80  | 79–93  | 82–78 | 101–86 | 90–101 | 94–81  | —      | 103–91  | 107–81  | 83–94   | 93–90   | 81–93   | 76–73 | 104–81 | 105–88  |
| Manisa BB                   | 72–83  | 90–109 | 94–88  | 73–81 | 86–96  | 82–90  | 94–75  | 100–79 | —       | 105–100 | 87–98   | 67–74   | 106–109 | 87–89 | 107–89 | 80–75   |
| Mersin MSK                  | 76–94  | 74–73  | 93–99  | 89–82 | 105–89 | 69–98  | 89–73  | 94–87  | 97–88   | —       | 63–66   | 67–57   | 79–58   | 95–73 | 78–73  | 111–108 |
| ONVO Büyükçekmece           | 91–89  | 102–93 | 88–89  | 84–87 | 89–86  | 73–78  | 65–76  | 75–82  | 84–107  | 96–97   | —       | 67–72   | 88–83   | 99–88 | 89–91  | 81–89   |
| Petkim Spor                 | 79–85  | 88–92  | 73–96  | 86–95 | 108–85 | 75–88  | 77–94  | 83–82  | 80–89   | 77–85   | 83–82   | —       | 88–95   | 68–75 | 93–65  | 82–78   |
| Tofaş                       | 77–70  | 75–86  | 99–95  | 94–71 | 111–93 | 88–89  | 88–83  | 90–76  | 98–106  | 87–65   | 93–86   | 107–99  | —       | 93–82 | 105–90 | 91–80   |
| Türk Telekom                | 90–100 | 59–79  | 93–75  | 76–93 | 105–68 | 73–85  | 72–70  | 95–73  | 80–85   | 94–80   | 101–105 | 85–75   | 86–72   | —     | 82–64  | 64–78   |
| Yalovaspor Basketbol        | 83–110 | 88–89  | 71–91  | 75–95 | 75–70  | 90–97  | 81–88  | 78–75  | 79–74   | 93–60   | 65–85   | 78–87   | 65–77   | 93–96 | —      | 90–76   |
| Yukatel Merkezefendi Basket | 63–96  | 72–78  | 72–86  | 74–88 | 85–82  | 79–63  | 98–96  | 95–71  | 92–78   | 65–75   | 80–75   | 95–85   | 92–94   | 75–86 | 99–93  | —       |

## Play-in
Solo los seis primeros clasificados avanzaron directamente a los playoffs, mientras que los siguientes cuatro clasificados participan en un torneo de play-in. El equipo que ocupa el séptimo lugar recibe al equipo que ocupa el octavo lugar en la ronda de doble oportunidad necesita ganar un partido para avanzar, y el ganador se lleva el séptimo puesto en los playoffs. El equipo que ocupa el noveno lugar recibe al equipo que ocupa el décimo lugar en la ronda eliminatoria que requiere dos victorias para avanzar, y el perdedor queda eliminado de la competición. El perdedor de la ronda de doble oportunidad recibe al ganador de la ronda eliminatoria, el ganador se queda con el octavo puesto y el perdedor es eliminado. Los equipos mejor clasificados tienen la ventaja de jugar en casa.
|  | Partidos de play-in | Partidos de play-in | Partidos de play-in |    |   | Partido por el puesto 8 | Partido por el puesto 8 | Partido por el puesto 8 |  |              | Clasificados | Clasificados | Clasificados |
|  |                     |                     |                     |    |   |                         |                         |                         |  |              |              |              |              |
|  | 7                   | Galatasaray         | 94                  |    |   |                         |                         |                         |  |              |              |              |              |
|  | 8                   | ONVO Büyükçekmece   | 90                  |    |   |                         |                         |                         |  |              |              | Galatasaray  | 7ºPO         |
|  |                     |                     |                     |    | 8 | ONVO Büyükçekmece       | 73                      |                         |  | Türk Telekom | 8ºPO         |              |              |
|  |                     | 10                  | Türk Telekom        | 84 |   |                         |                         |                         |  |              |              |              |              |
|  | 9                   | Bursaspor Yörsan    | 70                  |    |   |                         |                         |                         |  |              |              |              |              |
|  | 10                  | Türk Telekom        | 74                  |    |   |                         |                         |                         |  |              |              |              |              |

## Playoffs

### Cuadro final
|  | Cuartos de final | Cuartos de final   | Cuartos de final |                    |   | Semifinales        | Semifinales | Semifinales |  |   | Finales         | Finales | Finales |  |
|  |                  |                    |                  |                    |   |                    |             |             |  |   |                 |         |         |  |
|  |                  |                    |                  |                    |   |                    |             |             |  |   |                 |         |         |  |
|  | 1                | Fenerbahçe Beko    | 2                |                    |   |                    |             |             |  |   |                 |         |         |  |
|  | 1                | Fenerbahçe Beko    | 2                |                    |   |                    |             |             |  |   |                 |         |         |  |
|  | 8                | Türk Telekom       | 1                |                    |   |                    |             |             |  |   |                 |         |         |  |
|  | 8                | Türk Telekom       | 1                |                    | 1 | Fenerbahçe Beko    | 3           |             |  |   |                 |         |         |  |
|  |                  |                    |                  |                    | 1 | Fenerbahçe Beko    | 3           |             |  |   |                 |         |         |  |
|  |                  |                    | 5                | Bahçeşehir Koleji  | 0 |                    |             |             |  |   |                 |         |         |  |
|  | 4                | Tofaş              | 5                | Bahçeşehir Koleji  | 0 | 1                  |             |             |  |   |                 |         |         |  |
|  | 4                | Tofaş              |                  |                    |   |                    |             |             |  |   |                 |         |         |  |
|  | 5                | Bahçeşehir Koleji  | 2                |                    |   |                    |             |             |  |   |                 |         |         |  |
|  | 5                | Bahçeşehir Koleji  | 2                |                    |   |                    |             |             |  | 1 | Fenerbahçe Beko | 3       |         |  |
|  |                  |                    |                  |                    |   |                    |             |             |  | 1 | Fenerbahçe Beko | 3       |         |  |
|  |                  |                    | 2                | Beşiktaş Fibabanka | 1 |                    |             |             |  |   |                 |         |         |  |
|  | 2                | Beşiktaş Fibabanka | 2                | Beşiktaş Fibabanka | 1 | 2                  |             |             |  |   |                 |         |         |  |
|  | 2                | Beşiktaş Fibabanka |                  |                    |   |                    |             |             |  |   |                 |         |         |  |
|  | 7                | Galatasaray        | 0                |                    |   |                    |             |             |  |   |                 |         |         |  |
|  | 7                | Galatasaray        | 0                |                    | 2 | Beşiktaş Fibabanka | 3           |             |  |   |                 |         |         |  |
|  |                  |                    |                  |                    | 2 | Beşiktaş Fibabanka | 3           |             |  |   |                 |         |         |  |
|  |                  |                    | 3                | Anadolu Efes       | 2 |                    |             |             |  |   |                 |         |         |  |
|  | 3                | Anadolu Efes       | 3                | Anadolu Efes       | 2 | 2                  |             |             |  |   |                 |         |         |  |
|  | 3                | Anadolu Efes       |                  |                    |   |                    |             |             |  |   |                 |         |         |  |
|  | 6                | Mersin MSK         | 0                |                    |   |                    |             |             |  |   |                 |         |         |  |
|  | 6                | Mersin MSK         | 0                |                    |   |                    |             |             |  |   |                 |         |         |  |
|  |                  |                    |                  |                    |   |                    |             |             |  |   |                 |         |         |  |

### Cuartos de final
| Equipo 1           | Series | Equipo 2          | 1.er partido | 2.º partido | 3.er partido |
| ------------------ | ------ | ----------------- | ------------ | ----------- | ------------ |
| Fenerbahçe Beko    | 2–1    | Türk Telekom      | 89–68        | 77–85       | 101–94       |
| Beşiktaş Fibabanka | 2–0    | Galatasaray       | 91–75        | 107–85      | —            |
| Anadolu Efes       | 2–0    | Mersin MSK        | 92–71        | 84–81       | —            |
| Tofaş              | 1–2    | Bahçeşehir Koleji | 94–80        | 65–75       | 92–96        |

### Semifinales
| Equipo 1           | Series | Equipo 2          | 1.er partido | 2.º partido | 3.er partido | 4.º partido | 5.º partido |
| ------------------ | ------ | ----------------- | ------------ | ----------- | ------------ | ----------- | ----------- |
| Fenerbahçe Beko    | 3–0    | Bahçeşehir Koleji | 93–76        | 91–89       | 93–84        | —           | —           |
| Beşiktaş Fibabanka | 3–2    | Anadolu Efes      | 87–90        | 97–70       | 87–94        | 75–64       | 82–75       |

### Finales
| Equipo 1        | Series | Equipo 2           | 1.er partido | 2.º partido | 3.er partido | 4.º partido | 5.º partido | 6.º partido | 7.º partido |
| --------------- | ------ | ------------------ | ------------ | ----------- | ------------ | ----------- | ----------- | ----------- | ----------- |
| Fenerbahçe Beko | 3–1    | Beşiktaş Fibabanka | 94–76        | 84–76       | 77–98        | 91–87       | 84-68       | —           | —           |

## Estadísticas
| Pos | Jugador         | Equipo                | VAL   |
| --- | --------------- | --------------------- | ----- |
| 1   | Marcquise Reed  | Tofaş                 | 17.85 |
| 2   | Gabriel Olaseni | Mersin MSK            | 17.76 |
| 3   | Jo Lual-Acuil   | Manisa Basket Divissa | 17.60 |
| 4   | Daniel Oturu    | Anadolu Efes          | 17.22 |
| 5   | Omari Moore     | Darüşşafaka Lassa     | 16.97 |

| Pos | Jugador        | Equipo                | PPP   |
| --- | -------------- | --------------------- | ----- |
| 1   | Marcquise Reed | Tofaş                 | 17.52 |
| 2   | Yannick Franke | ONVO Büyükçekmece     | 17.52 |
| 3   | Jermaine Love  | ONVO Büyükçekmece     | 17.07 |
| 4   | Jo Lual-Acuil  | Manisa Basket Divissa | 17.05 |
| 5   | James Palmer   | Galatasaray           | 16.39 |

| Pos | Jugador         | Equipo                | RPP  |
| --- | --------------- | --------------------- | ---- |
| 1   | Gabriel Olaseni | Mersin MSK            | 8.76 |
| 2   | Ángel Delgado   | Galatasaray           | 8.04 |
| 3   | Donte Grantham  | Bursaspor Yörsan      | 7.41 |
| 4   | Jo Lual-Acuil   | Manisa Basket Divissa | 6.90 |
| 5   | Tyler Cook      | Yukatel Merkezefendi  | 6.83 |

| Pos | Jugador       | Equipo                | APP  |
| --- | ------------- | --------------------- | ---- |
| 1   | Alex Pérez    | Tofaş                 | 6.36 |
| 2   | Chris Chiozza | Manisa Basket Divissa | 5.84 |
| 3   | Stefan Moody  | Yukatel Merkezefendi  | 5.75 |
| 3   | Justin Cobbs  | Mersin MSK            | 5.69 |
| 5   | Omari Moore   | Darüşşafaka Lassa     | 5.48 |

Source: BSL Stats

## Galardones
Galardones oficiales de la Basketbol Süper Ligi 2024-25.

#### MVP de la jornada
| Jornada | Jugador            | Equipo                | VAL | Ref.   |
| ------- | ------------------ | --------------------- | --- | ------ |
| 1       | David Michineau    | Bursaspor Basketbol   | 30  | [ 5 ]  |
| 2       | James Webb III     | Karşıyaka Basket      | 30  | [ 6 ]  |
| 3       | Alex Pérez         | Tofaş                 | 31  | [ 7 ]  |
| 4       | Jordan Nwora       | Anadolu Efes          | 36  | [ 8 ]  |
| 5       | Şehmus Hazer       | Bahçeşehir Koleji     | 31  | [ 9 ]  |
| 5       | Şehmus Hazer       | Bahçeşehir Koleji     | 31  | [ 9 ]  |
| 6       | Otis Livingston II | Galatasaray           | 30  | [ 10 ] |
| 7       | Hugo Besson        | Manisa Basket         | 36  | [ 11 ] |
| 8       | Kris Bankston      | Tofaş                 | 32  | [ 12 ] |
| 9       | Errick McCollum    | Karşıyaka Basket      | 33  | [ 13 ] |
| 10      | James Palmer       | Galatasaray           | 34  | [ 14 ] |
| 11      | Will Cummings      | Galatasaray           | 34  | [ 15 ] |
| 12      | Saben Lee          | Manisa Basket         | 32  | [ 16 ] |
| 13      | Kelan Martin       | Beşiktaş Fibabanka    | 34  | [ 17 ] |
| 14      | Markel Starks      | ONVO Büyükçekmece     | 35  | [ 18 ] |
| 15      | Bryson Williams    | Petkim Spor           | 32  | [ 19 ] |
| 16      | Isaiah Piñeiro     | Mersin MSK            | 34  | [ 20 ] |
| 17      | Omari Moore        | Darüşşafaka Lassa     | 35  | [ 21 ] |
| 18      | James Palmer (x2)  | Galatasaray           | 33  | [ 22 ] |
| 19      | Jermaine Love      | ONVO Büyükçekmece     | 32  | [ 23 ] |
| 20      | Dustin Sleva       | Beşiktaş Fibabanka    | 29  | [ 24 ] |
| 21      | Vrenz Bleijenbergh | Yukatel Merkezefendi  | 36  | [ 25 ] |
| 22      | Alex Pérez (x2)    | Tofaş                 | 32  | [ 26 ] |
| 23      | Jo Lual-Acuil      | Manisa Basket         | 41  | [ 27 ] |
| 24      | Nigel Hayes-Davis  | Fenerbahçe Beko       | 32  | [ 28 ] |
| 25      | Muhsin Yaşar       | Karşıyaka Basket      | 32  | [ 29 ] |
| 26      | Stefan Moody       | Yukatel Merkezefendi  | 32  | [ 30 ] |
| 27      | Jaleen Smith       | Bahçeşehir Koleji     | 31  | [ 31 ] |
| 28      | C.J. Massinburg    | Bahçeşehir Koleji     | 30  | [ 32 ] |
| 29      | Jo Lual-Acuil      | Manisa Basket Divissa | 36  | [ 33 ] |
| 30      | Kyle Alexander     | Türk Telekom          | 33  | [ 34 ] |

### MVP del mes
| Mes       | Jugador            | Equipo               | VAL   | Ref.   |
| 2024      | 2024               | 2024                 | 2024  | 2024   |
| --------- | ------------------ | -------------------- | ----- | ------ |
| Octubre   | Marcquise Reed     | Tofaş                | 20.25 | [ 35 ] |
| Noviembre | Damien Jefferson   | Karşıyaka Basket     | 21.00 | [ 36 ] |
| Diciembre | James Palmer       | Galatasaray          | 20.75 | [ 37 ] |
| 2025      |                    |                      |       |        |
| Enero     | Gabriel Olaseni    | Mersin MSK           | 21.00 | [ 38 ] |
| Marzo     | Vrenz Bleijenbergh | Yukatel Merkezefendi | 28.20 | [ 39 ] |
| Abril     | Muhsin Yaşar       | Karşıyaka Basket     | 25.60 | [ 40 ] |